# 加叻丹多模式交通运输项目
加叻丹多模式交通运输项目是印度为了促进其偏远的东北诸邦的交通运输，同缅甸协商后，开辟的从印度加尔各答-缅甸实兑-加叻丹河-百力瓦-缅甸钦邦与印度米佐拉姆邦边境的海运-河运-公路运输通道。整个工程共分三期。第一期是建设缅甸实兑港码头，使其可以停泊2万吨的货轮；第二期工程为疏浚加叻丹河从实兑至百力瓦的158公里的河道，计划可以通行6000吨的船只；预计2015年完工；第三期工程是修建位于缅甸钦邦的百力瓦到印缅边境通往米佐拉姆邦的大约129公里的公路。  
该工程可以大大缩短加尔各答到米佐拉姆邦的运输距离，减轻“鸡脖子”西里古里走廊的运输压力，密切印度本土与东北部诸邦的联系。该项目总投资约2.14亿美元，由印度方面承建第一期和第二期工程，缅甸承建第三期工程，完成后将整体移交缅甸政府管理。为此，印度在印缅联合声明中宣布将向缅甸提供6000万美元的资金支持以修建第三期工程连接缅甸和印度米佐拉姆邦的道路,同时缅甸将获得1000万美元的援助以发展农业。
印度原计划照样画葫芦通过孟加拉国吉大港开辟与特里普拉邦的交通路线，但是孟加拉国一直没有同意。